# 陈淋子镇
陈淋子镇是位于河南省固始县东南部的一个镇，距县城47公里。总面积105平方公里，人口5万。下辖5个居委会、18个行政村。与安徽省霍邱县金寨县接壤，是固始县面向安徽省的门户，为省级重点镇。

## 行政区划
- 社区居委会：

陈淋子、快活岭、南古城、运斗山、草田
- 行政村：

中滩、赵营、联合、义渡、前庄、圣塔寺、凉亭、童楼、大营、白龙岗、院墙岗、徐家楼、大竹园、孙滩、红花、土门岭、汪岭、后冲

## 交通
- 宁西铁路、沪陕高速公路、312国道、省道339线穿境而过，交通便利。